# 毛梅雷
毛梅雷（Maumere），又称毛美里是印度尼西亚东努沙登加拉省的一个城镇，也是希卡县的县治所在以及弗洛勒斯岛的第二大城镇，坐落在弗洛勒斯岛北海岸，港口位于城市西北。弗兰斯·泽维尔·塞达机场在城镇东南部，有飞往省首府古邦和巴厘岛登巴萨的航班。

## 历史
1992年毛梅雷拥有7万余人口。1992年弗洛勒斯岛地震中，城镇内90%的房屋被摧毁，最近一次人口普查，城镇内有人口47,598人。
2005年，天主教毛梅雷教区成立，隶属于天主教英德总教区。

## 旅游
毛梅雷海湾附近的珊瑚礁曾被认为是世界上最好的潜水胜地之一，1992年的地震也对珊瑚礁造成了一定破坏。2007年有报告表示75%的珊瑚礁因爆破捕鱼、毒药捕鱼等原因而被严重破坏。当地每年会举行“爱在毛梅雷”（Maumere in Love）文化活动，以刺激旅游发展。城市附近的希卡村（Sikka）是弗洛勒斯岛的手工编织服装中心。
万国之母雕像（印尼语：Bunda Segala Bangsa）是毛梅雷西南5千米尼洛山（Nilo）的马利亚雕像，高18米，包含基座高28米。于2005年制成，坐落在海拔500米的克里峰（Keli）顶，是希卡县最高的雕像。